# Ruská revoluce (1905)

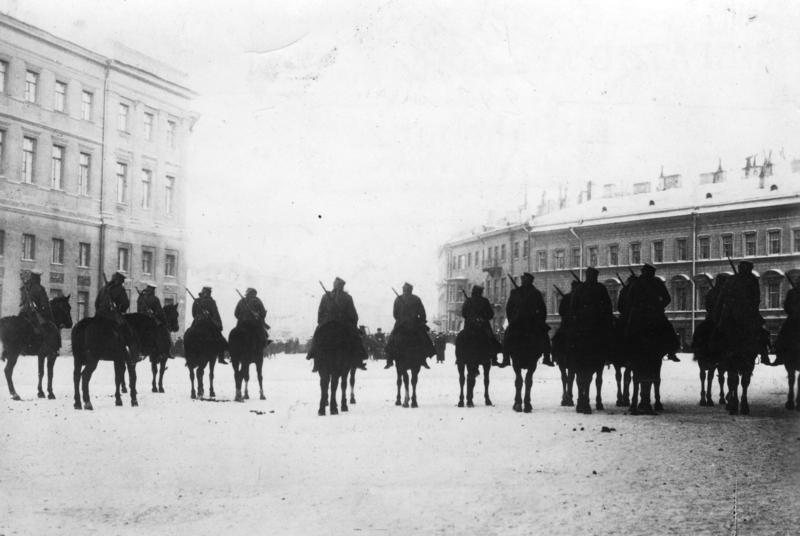
Jízdní oddíly před Zimním palácem, leden 1905

Ruská revoluce roku 1905 (Революция 1905—1907 годов в России/Revoljucija 1905-1907 godov v Rossii) byla řada revolučních nepokojů, které proběhly v letech 1905 až 1907 v Ruském impériu. Nepokoje byly způsobeny především rusko-japonskou válkou a krvavou nedělí v roce 1905.

## Příčina
Proti autokracii a konzervativnímu zřízení, které v Rusku bylo po většinu jeho dějin, došlo v 19. století k opakovaným a různým povstáním proti carovi a k zavedení konstituční monarchie. Takto došlo již v roce 1825 k povstání děkabristů proti imperátoru Mikuláši I. Toto povstání bylo neúspěšné, stejně jako pokus v roce 1905, který následovala řada reforem, ale k žádné rozhodující změně nedošlo. Nenásledovala ani sociální revoluce v ruské společnosti, ani se Rusko nestalo konstituční monarchií. Za vlády cara Mikuláše II. se utlačování a policejní dozor zvětšil, protože Mikuláš se pevně držel zásad svého otce.
Především závažné problémy ve vnitřní politice donutily ruskou vládu ke konfliktu s Japonskem. Rusko-japonská válka skončila pro Rusko debaklem a znamenala ztrátu skoro celé ruské flotily. Japonsko dosáhlo převahy na dálném východě. Porážka způsobila carskému režimu ztrátu autority v zahraniční i domácí politice. Hospodářská situace země se zhoršovala kvůli recesi: nezaměstnanost v průmyslových centrech prudce stoupala, nařízení vlády se nedostavovala, zemědělství mělo problémy, protože došlo ke zhroucení exportních trhů. K tomu přišly sociální problémy, které země prožívala z důvodu industrializace.
Předzvěstí revoluce byly nepokoje na ruských univerzitách v roce 1899. V Moskvě a Petrohradu, ale i v jiných ruských městech, se záhy ustavily různé nespokojené skupiny, které byly nakloněny revoluci. Šlo o průřez společnosti - měli v nich zastoupení intelektuálové, komunisté, příznivci Strany socialistů-revolucionářů a anarchisté. Nepomohlo ani to, že car Alexandr III., syn zavražděného cara Alexandera II., je nechal brutálně stíhat. Další příčinou revoluce byla rostoucí nespokojenost širokých vrstev obyvatelstva, zejména vzdělané třídy. Ztráta autority a hospodářská krize s následky zhoršujících se společenských a životních poměrů tak nakonec spojila v pravdě rozličné skupiny proti vládnoucímu systému: občanské a šlechtické liberály, sedláky, sociální revolucionáře a sociální hnutí proti nezaměstnanosti. Dalšími, kteří se na revoluci hodně podíleli, bylo služebnictvo.

## Průběh

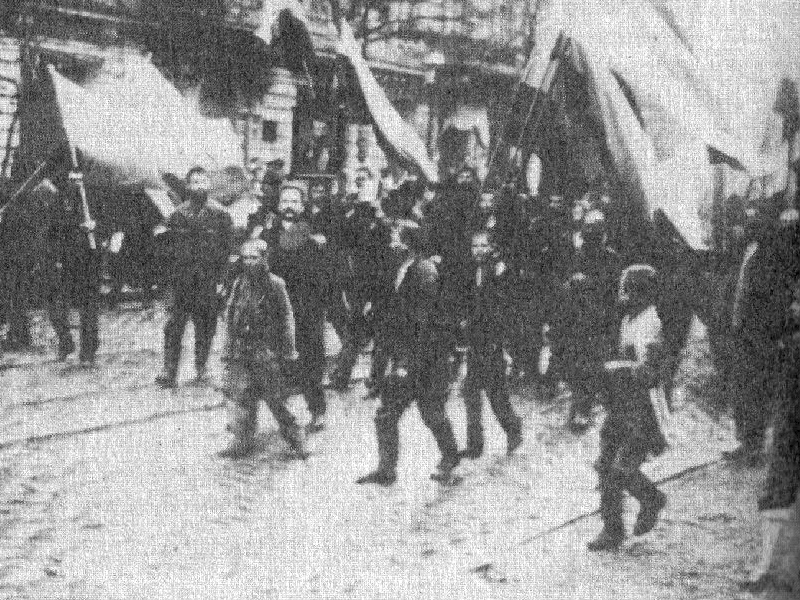
Demonstranti v Petrohradu během krvavé neděle

Protože vláda potřebovala pro vedení války s Japonskem veřejný souhlas, povolila kongres zemstev v Petrohradě v listopadu 1904. Požadavky ohledně reforem, které zněly kongresem, zůstaly u vlády bez povšimnutí. Na velmi malé množství chleba se u firem, kde byli dělníci zaměstnaní, muselo čekat i několik nocí. Ze začátku odešly z firem pouze ženy a začaly stávkovat. Potom, jak se zjistilo, že není distribuován všechen chléb, ale část se jej skladuje, přestali pracovat i muži a přidali se ke stávce. Vůdci dělníků volali po demonstracích.
22. leden 1905 (9. ledna 1905 podle juliánského kalendáře, který tehdy v Rusku platil), vstoupil do dějin jako „Krvavá neděle“. V ten den pochodovalo asi 150 tisíc dělníků, v jejichž čele stál pop Georgij Gapon, pokojně a neozbrojeno k Zimnímu paláci, aby vyhlásili své požadavky na občanská práva, parlament, hospodářské ulehčení a osmihodinový pracovní den. Dav byl před palácem bezdůvodně a překvapivě napaden armádou. Napadení si vyžádalo stovky (asi 1000) obětí či zraněných. Vzpoura proti násilnému potlačení klidné dělnické demonstrace vedla k solidaritě mnohých dělníků a k radikalizaci a mobilizaci obyvatelstva. Gapon tentýž rok odešel do Finska, kde byl následující rok zavražděn (levicovými radikály, kteří se domnívali, že je agentem carské policie).
Na venkově následovalo vyvlastňování orné půdy a ve městech se stávkovalo. Vrcholem stávkového hnutí byla stávka na železnici v říjnu 1905. K tomu se připojily vzpoury v námořnictvu, jako například na bitevní lodi Potěmkin (Kňaz Poťomkin-Tavričeskij) 27. června (14. června - juliánský kalendář) 1905. Po připlutí bitevní lodi do Oděsy, ve které se konala generální stávka, způsobily carské oddíly v následujících dnech při potlačování nepokojů krveprolití, které se potom zvrhlo v protižidovské pogromy. Tato příhoda se stala základem pro němý film Křižník Potěmkin z roku 1925.
Během revolučního stávkového a protestního hnutí podporoval Lenin, který se vrátil zpět do Ruska, bezpodmínečný boj proti carovi. Po porážce šel znovu do exilu. V průběhu revoluce ztratila vláda a byrokracie vliv, takže poprvé vznikl v Rusku veřejný politický život svého zvláštního druhu. Dělnické stávkové hnutí bylo nejsilnější silou mezi revolučními proudy, dokázalo krátkodobě zastavit železniční dopravu, poštu a telegrafní spojení.
Když na konci revoluce byla rozpuštěna 2. státní duma a bylo odsouhlaseno Mikulášem II. v červnu 1907 zavedené volební právo, čímž byla pojištěna převaha konzervativních sil v parlamentu.

## Výsledky a zdánlivý parlamentarismus
Neúspěšná revoluce ukázala carovi nespokojenost, která v zemi panuje. Car zkusil taktický ústupek říjnovým manifestem, který slíbil lidu občanská práva a zákonodárné shromáždění, které by vzešlo z voleb. Tímto manifestem dosažené ústupky mohly být vzaty zpět, jakmile by si stát potřeboval pojistit své mocenské postavení.  Říjnový manifest rozštěpil opoziční skupiny a revoluce ochabla. Armáda mohla starý pořádek zavést silou. Duma (lidové shromáždění) mělo vzbuzovat zdání, že jde o konstituční monarchii. Ve skutečnosti přece jenom vládl car stále autoritativně, protože důležitá rozhodnutí jako například vojenská a dvorní  nebyla Dumou vůbec projednávána. Car měl, stejně jako šlechtou obsazená horní sněmovna, právo veta pro zákony, které Duma projednala a schválila.